# Trzęsidło
Trzęsidło (Nostoc) – rodzaj kolonijnych sinic, należących do rzędu Nostocales.

## Charakterystyka

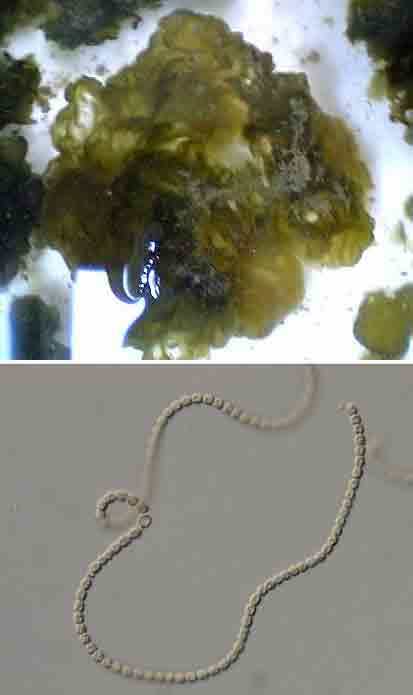
Nostoc verrucosum – u góry plecha, na dole nitkowata kolonia komórek

Komórki trzęsidła mają kształt kulisty lub beczułkowaty, tworzą nici otoczone grubą, galaretowatą pochwą, wewnątrz kolonii oraz z wiekiem rozpływającą się. Nici niespolaryzowane, komórki (poza heterocystami i sporami) niezróżnicowane. Występują w galaretowatych skupieniach (plechach). Plechy mogą być bezkształtne lub kuliste, mikroskopijne lub kilkucentymetrowe. Otoczone są perydermą. Heterocysty pojedyncze, interkalarne lub terminalne. Rozmnażanie kolonii przez hormogonia, akinety lub fragmentację plechy. Występują w rozmaitych siedliskach słodkowodnych (także w wodach słonawych). Niektóre są aerofitami lub żyją w glebie. Część ściśle współżyje z innymi organizmami tworząc porosty lub żyjąc w korzeniach sagowców i podstawach liści gunnery, torfowców i in. Jako organizmy diazotroficzne wiążą azot atmosferyczny, przy czym jest to możliwe tylko w odizolowanych od tlenu i światła heterocystach. Przyswojony azot jest wykorzystywany również przez ich symbiontów.

## Wybrane gatunki
- Nostoc commune
- Nostoc muscorum
- Nostoc pruniforme (żyjący m.in. w Zatoce Gdańskiej)
- Nostoc punctiforme (symbioza z gunnerą)
- Nostoc sphaericum (symbioza z grzybem Geosiphon pyriforme i wątrobowcami)